# Evangelisch-Lutherisches Dekanat Naila

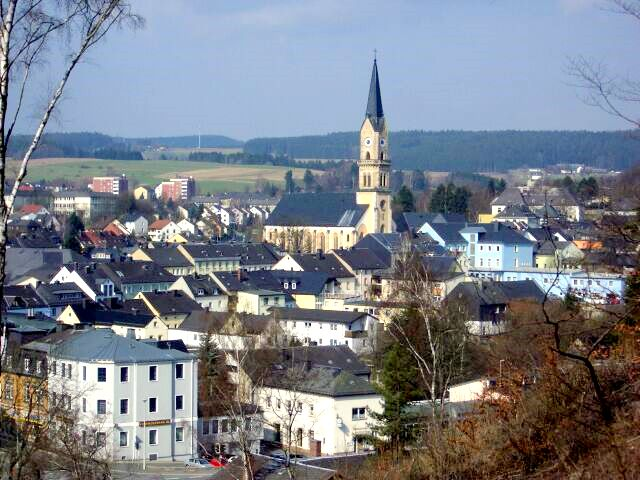
Pfarrkirche St. Veit in Naila, Sitz des Dekans (ca. 2005)

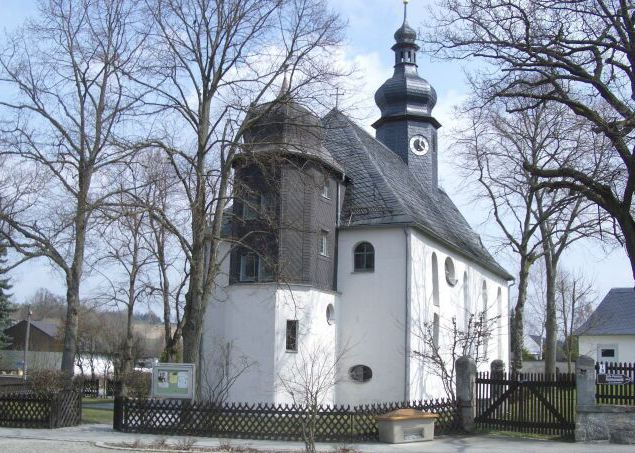
Simon-und-Judas-Kirche in Issigau (ca. 2005)

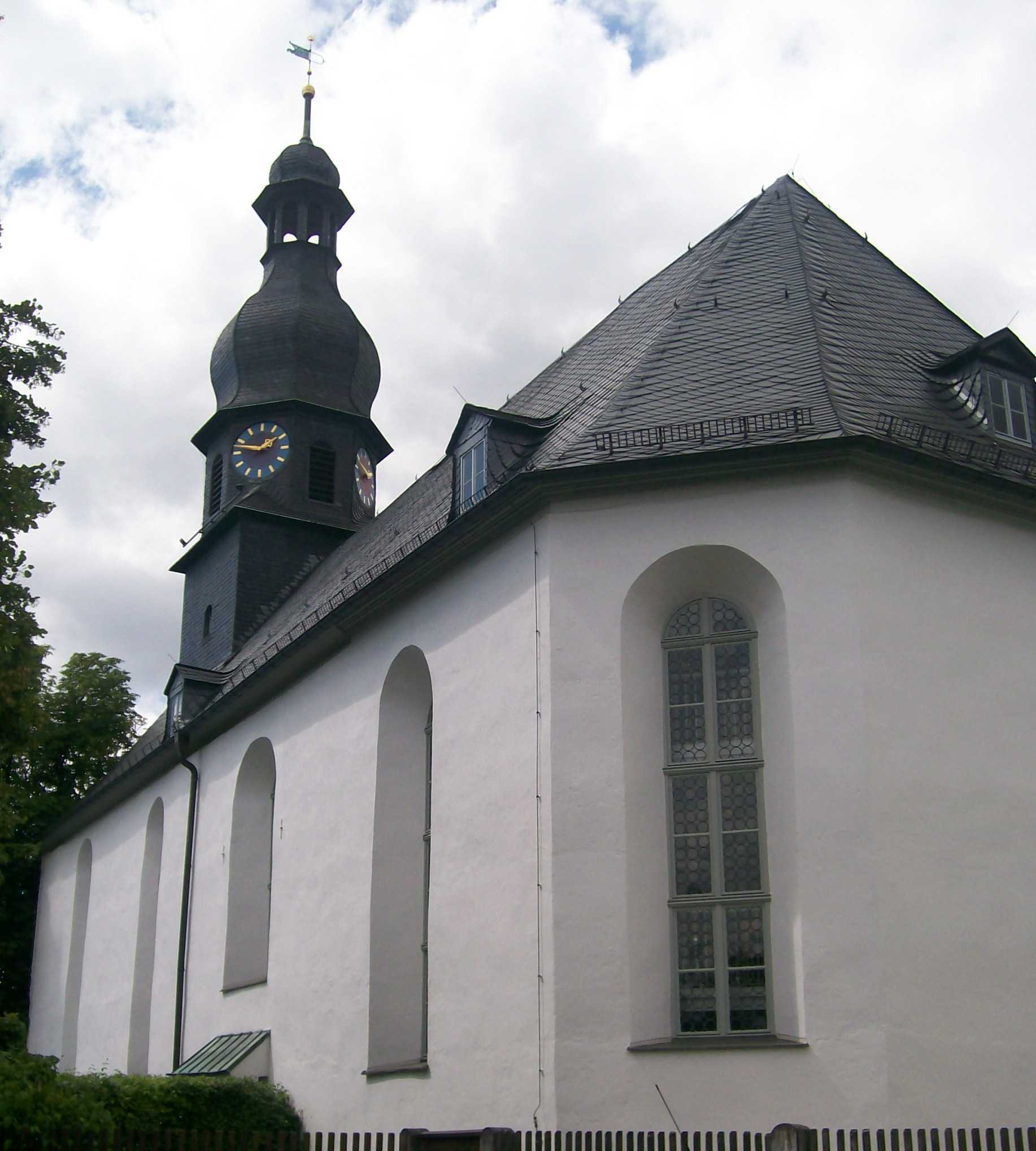
Stadtkirche in Selbitz (2009)

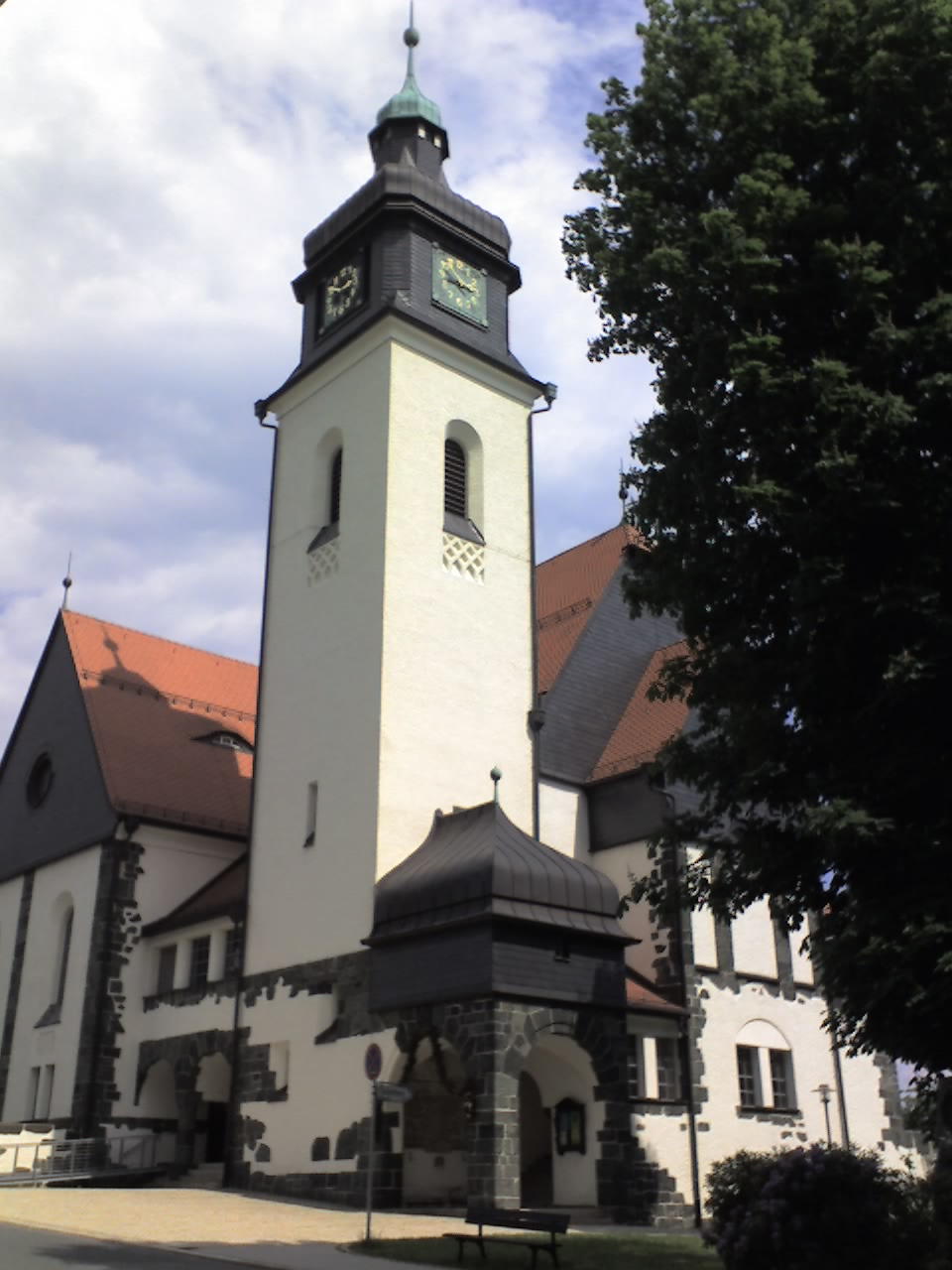
Lutherkirche in Bad Steben (2008)

Das Evangelisch-Lutherische Dekanat Naila ist eines der 15 Dekanate des Kirchenkreises Bayreuth der Evangelisch-Lutherischen Kirche in Bayern. Es hat seinen Sitz in der ehemaligen Kreisstadt Naila. Dekan ist Andreas Maar. 

## Geographie
Der Dekanatsbezirk liegt im östlichen Frankenwald. Sein Gebiet umfasst den nordwestlichen Teil des Landkreises Hof und entspricht dem des ehemaligen Landkreises Naila.

## Geschichte
Das Dekanat Naila hat seine Wurzeln in der markgräflich-brandenburgischen Superintendentur Hof. Diese wurde 1558 zur Organisation des evangelischen Kirchenwesens eingerichtet. Nachdem Naila und Umgebung zusammen mit dem Markgraftum Bayreuth bayerisch wurden, richtete man auf dem Gebiet der brandenburgischen Superintendentur Hof im Jahre 1810 die bayerischen Dekanate Hof, Steben und Ludwigsstadt ein. Der Sitz des Dekanates Steben wurde 1894 nach Naila verlegt. Seitdem trägt das Dekanat die heutige Bezeichnung.
Für die Verwaltungsangelegenheiten der Kirchengemeinden des Nailaer Dekanates ist heute das Kirchengemeindeamt Hof zuständig.

## Kirchengemeinden
Das Dekanat umfasst 16 Kirchengemeinden in 10 Pfarreien, in denen rund 18.000 Gemeindeglieder leben:
| - Pfarrei Bad Steben - Bad Steben, Lutherkirche, St. Walburga - Bobengrün, St. Paulus - Langenbach, St. Lukas - Pfarrei Döbra-Lippertsgrün - Döbra, St. Bartholomäus - Lippertsgrün, Lutherkirche - Pfarrei Geroldsgrün - Geroldsgrün, St. Jakobus - Dürrenwaid, Christuskirche - Steinbach bei Geroldsgrün, St. Johannes - Pfarrei Issigau - Issigau, St. Simon und Judas - Pfarrei Lichtenberg - Lichtenberg, St. Johannes | - Pfarrei Marlesreuth - Marlesreuth, St. Simon und Judas - Pfarrei Naila - Naila, Stadtkirche - Marxgrün, Christuskirche - Pfarrei Schauenstein - Schauenstein, St. Bartholomäus - Pfarrei Schwarzenbach am Wald - Schwarzenbach am Wald, Christuskirche - Bernstein am Wald, St. Michael - Pfarrei Selbitz - Selbitz, Stadtkirche |

## Einrichtungen des Dekanats
Das Dekanat verfügt über eine eigene Jugendtagungsstätte. Sie befindet sich in Schwarzenbach am Wald und ist nach Christian Keyßer benannt. Das Christian-Keyßer-Haus wird insbesondere als Tagungsstätte und als Freizeitheim, insbesondere von kirchlichen Gruppen, genutzt.

## Religiöser Hintergrund
Das Dekanat Naila ist stark pietistisch geprägt. Dies findet seinen Ausdruck zum Beispiel auch in der Christusbruderschaft, die in Selbitz ihr Mutterhaus hat. Weiter gibt es in Naila eine Landeskirchliche Gemeinschaft. In Bobengrün findet jährlich eine Pfingsttagung mit überregionaler Bedeutung statt. Speziell in der Umgebung von Schwarzenbach am Wald beeinflussen mehrere Pfingstgemeinden das kirchliche Leben.